# Joaquim Chissano
Joaquim Alberto Chissano (Malehice, 22 ottobre 1939) è un politico mozambicano, secondo presidente del Mozambico dal 1986 al 2005. Da allora, egli è stato chiamato come mediatore per favorire il dialogo in questioni internazionali e quale inviato diplomatico dell'ONU. Chissano è anche il presidente dell'associazione che riunisce gli ex capi di stato e di governo africani (Forum of Former African Heads of State and Government).

## Biografia
Joaquim Chissano è nato nel villaggio di Malehice, distretto di Chibuto, provincia di Gaza, nell'allora colonia portoghese del Mozambico. Egli fu il primo studente nero del Liceo António de Oliveira Salazar, l'unica scuola superiore della colonia, a Lourenço Marques - oggi Maputo. A scuola si distinse per le sue qualità di leader e divenne il capo dell'organizzazione studentesca che raccoglieva gli studenti africani. Dopo aver frequentato le scuole della capitale, Chissano andò in Portogallo per studiare medicina all'Università di Lisbona. Per via delle sue attività politiche non ben viste dal governo, egli si rifugiò prima in Francia e, poi, in Tanzania.

### Guerrigliero
Negli anni sessanta, Chissano rappresentò il Fronte di Liberazione del Mozambico (FRELIMO) in Francia. Qui si distinse per la sua capacità diplomatica volta a mediare tra le diverse anime del movimento. Dopo il periodo francese, Chissano tornò in patria per partecipare attivamente alla guerra di liberazione. Al momento dell'indipendenza, Chissano copriva il ruolo di generalmaggiore. Samora Machel, primo presidente del Mozambico, lo nominò subito ministro degli esteri, portafoglio che conservò per i successivi undici anni.

### Presidenza
Quando Samora Machel morì in un incidente aereo al confine col Sudafrica, Chissano venne chiamato a sostituirlo alla guida del paese. Egli cercò subito di trovare una soluzione alla guerra civile che aveva distrutto il paese e che minacciava di bloccare ogni possibile sviluppo per il Mozambico. Chissano riuscì a far accettare una tregua ad Afonso Dhlakama, capo del movimento di opposizione RENAMO, e di intavolare il negoziato grazie all'intervento della Comunità di Sant'Egidio di Roma e del governo italiano. La pace venne siglata con gli Accordi di pace di Roma, nel 1992.
Nel 1992, Chissano imparò la tecnica di meditazione trascendentale e la fece imparare ad altri funzionari governativi e alle loro famiglie. Due anni più tardi, Chissano e i suoi generali ordinarono alle forze di polizia e ai militari di "meditare due volte al giorno per 20 minuti". Inoltre, a 16.000 soldati e 30.000 civili venne insegnata la Meditazione Trascendentale e la sua tecnica avanzata di volo Yoga. Confermando la letteratura sulla Meditazione Trascendentale, Chissano disse che il risultato fu: "pace politica ed equilibrio nella natura del mio paese". Secondo Tobias Dai, ministro della Difesa nel 2001: "l'effetto è stato travolgente" esso comprendeva riduzione della criminalità, minore siccità e crescita economica tre volte superiore al previsto.
Nel 1993 Chissano ha ricevuto una laurea honoris causa dalla Maharishi Vedic University (MERU), con sede in Olanda. Alle prime elezioni multipartitiche del 1994, Chissano vinse con una larga maggioranza. Lo stesso avvenne nel 1999. Dal 2003 al 2004 egli è stato anche presidente dell'Unione Africana. Pur potendo presentarsi per un terzo turno, Chissano decise di lasciare la presidenza nel 2005. Il suo successore è Armando Guebuza.

### Ruolo internazionale
Il 4 dicembre 2006, l'allora Segretario Generale delle Nazioni Unite, Kofi Annan, lo nominò Inviato Speciale per il Nord Uganda. Chissano doveva aiutare il dialogo tra governo ugandese e i ribelli dell'Esercito di resistenza del Signore (Lord's Resistance Army). I colloqui si svolsero a Juba, in Sudan del Sud.
Il 22 ottobre 2007, Chissano ha ricevuto il Premio per il Successo che la Fondazione Mo Ibrahim riserva a leader africani.